# Set Me Free (Eden Alene)
Set Me Free è un singolo della cantante israeliana Eden Alene, pubblicato il 29 gennaio 2021 su etichetta discografica A.M Music Productions.
Il brano è stato selezionato per rappresentare Israele all'Eurovision Song Contest 2021.

## Descrizione
Il brano è stato presentato il 25 gennaio 2021 al programma televisivo HaShir HaBa L'Eurovizion trasmesso su Kan come una delle tre proposte, tutte cantate da Eden Alene, per la partecipazione israeliana all'Eurovision Song Contest 2021 a Rotterdam, nei Paesi Bassi. Set Me Free ha vinto la selezione con il 71,3% dei voti. La versione eurovisiva del brano, che vede sostanziali cambiamenti nella produzione, è stata presentata il successivo 26 marzo. Dopo essersi qualificata dalla prima semifinale, Eden Alene si è esibita nella finale eurovisiva, dove si è piazzata al 17º posto su 26 partecipanti con 93 punti totalizzati.

## Tracce
Testi e musiche di Amit Mordechai, Ido Netzer, Noam Zaltin e Ron Carmi.
1. Set Me Free – 2:54

## Classifiche
| Classifica (2021) | Posizione massima |
| ----------------- | ----------------- |
| Belgio (Fiandre)  | 81                |
| Grecia            | 68                |
| Islanda           | 38                |
| Lituania          | 28                |
| Paesi Bassi       | 78                |
| Svezia            | 78                |